# Lajosmizse
Lajosmizse je město v župě Bács-Kiskun. Město se nachází 17 km jihovýchodně od Kecskemétu na území mezi Dunajem a Tiszou, což je severní okraj župy Bács-Kiskun. Okrajem prochází železniční dráha z Budapešti do Kecskemétu. Okolí v části zachovává původní formu povrchu maďarské pusty.

## Znak
Základní modrá barva znaku má za úkol vyjádřit nekonečnost v času a prostoru. Modrá je barva transcendence, což naznačuje, že středověká osada Mizse už měla kamenný kostel. Zelená barva připomíná někdejší pastviny a pustiny.
Roh, který drží dva lvi, je roh Jászů neboli roh Lehela (jeden z maďarských vůdců) a symbolizuje etnickou soudržnost obyvatel, ale i samostatnost Jászů a vůli být svobodní. Dvě hvězdy zdůrazňují katolickou a reformátorskou (kalvinistickou) náboženskou obec. Vrcholek štítu je připomínka minulého tisíciletí, obzvláště hrdinských obětí dvou světových válek, koruna představuje soběstačnost a místní autonomii. V pěticípé koruně stojí lev z obrazu ve štítu, v pravé tlapě drží roh Jászů.

## Historie
Archeologické nálezy dokazují, že tato oblast byla obydlena již v době bronzové. Archeologické nálezy z doby Keltů, Avarů a dobyvačných Maďarů potvrzují, jak tato oblast s písčitými pastvinami a s menšími jezírky byla důležitá v době stěhování národů.
Po útoku Tatarů v této oblasti se zde usídlili Kumáni, kteří vytvořili osady: Mizse, Lajos a Bene. V této době se objevily první písemné zdroje (Mizseszék, Kunmizse a Lajosszállás (Lajosülése)).
Nadvláda Turků se Kumánům vyhýbala přes půl století. Těžký dopad nadvlády a bouřlivé desetiletí válek malé osady nedokázaly přečkat. Nejprve se vylidnila osada Bene, a pak v roce 1594 i Lajos a Mizse.
Po vyhnání Turků pustu vlastnil rod Habsburků. Ale uvědomělý národ Jasů a Kumánů v roce 1745 dokázal jejich bývalou pustu odkoupit zpět.
Od té doby až do roku 1876 Lajos, Mizse a půlka Benepuszty patřily městu Jászberény. Nejdříve jásští zemědělci tyto majetky používali jenom jako chaty na dovolené, letní zahrady a vhodné plochy pro pastvy. Město Jászberény využilo přítomnosti cestovatelů a nechalo zde postavit tři krčmy a jednu noclehárnu. Z noclehárny se stala známá Földeákycká krčma, která před několika lety sloužila jako budova radnice.
V roce 1877 se Lajos, Mizse a Bene spojily do jednoho celku a tak byla vytvořena osada Jász-Lajos-Mizseközség. Tato osada byla založena katolickými Jasy, vedle kterých se usadili kalviničtí osadnici, kteří přicházeli z krajů kolem Ceglédu, Nagykőrösi a Kecskemétu po roce 1877. Přistěhovaly se i menší skupiny z Dabasu a Örkény, převážně obchodníci židovského původu a Romové.
Lajosmizse nemělo vrstvu šlechtického původu, ale i tak pomalu se vyvíjející systémy rozlehlých polí (Geréby, Mizsey, Bartal, Kláber, Tarnay, Ricsováry) poskytovaly mnoho pracovních míst. V roce 1890 ve městě žilo 7000 obyvatel (bez obyvatel okolních statků).